# Breath of Life (Florence and the Machine)
Breath of Life è un singolo del gruppo musicale britannico Florence and the Machine, estratto dalla colonna sonora del film Biancaneve e il cacciatore e pubblicato il 27 aprile 2012.

## Descrizione
Breath of Life è la canzone ufficiale del film Biancaneve e il cacciatore e nel brano, ad accompagnare i Florence and the Machine, ci sono un'orchestra e un coro. A proposito della canzone, Florence Welch ha dichiarato: «Siamo entrati in studio a registrare il brano e poi l'abbiamo mandato ai ragazzi di Los Angeles. È stato fantastico poter ascoltare la nostra musica in una versione orchestrale. Mi piacciono i cori ed amo la musica corale, la cosa bella è che c'era un coro di ben 60 persone che cantava ciò che io avevo composto. Quando hanno iniziato a cantare i baritoni ho quasi pianto, è stato davvero emozionante.»

## Video
Il videoclip ufficiale del brano è stato pubblicato su YouTube, tramite il canale VEVO del gruppo, il 14 maggio 2012. Presenta un'alternanza di scene del film e  momenti riguardanti la sua registrazione.

## Tracce
Download digitale
1. Breath of Life – 4:08 (Florence Welch, Isabella Summers)